# Asparagus fouriei
Asparagus fouriei — вид рослин із родини холодкових (Asparagaceae).

## Біоморфологічна характеристика
Кущ прямовисний до 1 м заввишки. Кореневище типове, бічні корені з бульбами. Стебла нечисленні, прямовисні, сіруваті. Колючки перебувають під гілками, гілочками, кладодієвими пучками та квітковими пучками. Гілки досить короткі, висхідні; гілочки несуть кладодієві пучки. Кладодії в пучках по 2–6, 20 × 1 мм, дещо вигнуті. Квітки білі, у складних, суцвіттях без кладодій, чи розміщені вздовж гілочок під пучками кладодій і над колючками, зазвичай по 2 або 3 у розбіжних пучках; листочки оцвітини вузько довгасті, ± 5 мм завдовжки, верхівка тупа, неглибоко зубчаста, зовнішні листочки загнуті. Тичинки знизу прикріплені до листочків оцвітини, несуть великі (1.5 мм) темно-пурпурні пиляки. Ягода в діаметрі 10 мм, від зеленого до червоного забарвлення.

## Середовище проживання
Ареал: Північні провінції.